# Karl Markovics
Karl Markovics (Bécs, 1963. augusztus 29. –) osztrák színész. Főleg a Rex felügyelő és a Stockinger című sorozatokból ismert. Nevének írásmódja megtévesztő, emiatt többen magyar származásúnak gondolják, valójában burgenlandi horvát származású, akinek neve ma is többnyire magyarosan íródik német nyelvű nyilvántartásokban.

## Családja
Nős, felesége Stephanie Taussig, színésznő. Két gyermeke van, Louis és Leonie.

## Sorozatai

### Rex felügyelő
Karl Markovics 1994-ben megkapta a Rex felügyelő c. tévésorozat egyik főszerepét, amelyben olyan színészekkel játszhatott együtt, mint például Tobias Moretti, Fritz Muliar vagy Wolf Bachofner. Ebben a tévésorozatban a rendkívül komoly és merev Stockinger felügyelőt alakította. Noha a film szerint retteg a kutyáktól, Markovics az életben remekül kijött a Rexet alakító ebbel, csakúgy, mint később karaktere is. A színész mindössze két évadot dolgozott a sorozatban, utoljára a Stocki utolsó esete c. epizódban tűnt fel.

### Stockinger
Nem sokkal a Rex felügyelőből való távozása után Karl Markovics egy új tévésorozat forgatásába kezdett. Mivel a rajongók körében nagy népszerűségnek örvendett a precíz és rendkívül komoly Stockinger felügyelő karaktere, néhány filmes úgy gondolta, hogy érdemes lenne egy "saját sorozatot" is adni ennek a szereplőnek. Így készült a Stockinger c. spin-off sorozat, bár ezt már nem a Rex felügyelő stábja készítette. Bár filmsorozat csak egy évadot és összesen 14 részt élt meg, mégis hihetetlen népszerűségnek örvendett a rajongók körében. A történet ott folytatódik, ahol a Rex felügyelőbe megszakadt: Stocki ezúttal a salzburgi rendőrségen dolgozik új társával, Antonella Simonival. Újdonság, hogy ezúttal láthatjuk Stocki feleségét is, akit a Rex felügyelőben soha nem találkozhattunk. A rajongók számára Stocki testesíti meg az osztrák Columbo-t.
Magyarországon a sorozatot még nem mutatták be.

## Filmszerepei
- Három úr (1993) – Ivo
- Abszurdisztán szülötte (2000) – Stefan Strohmayer
- A királynő titkosügynökei/Csinicsapat akcióban (2001) - Hauptsturmführer
- Familie auf Bestellung (2004) – Platzer
- Mein Mörder (2005) – Dr. Mannhart
- Pénzhamisítók (2007) – Salomon Sorowitsch
- Ismeretlen férfi (2011) - Dr. Farge
- Süskind (2012) - Ferdinand Aus der Fünten
- A világ fölmérése (2012) - Büttner tanító
- 2014: A Grand Budapest Hotel (2014)
- 2016: Augusztusi köd (2016)
- 2016: Kongens nei (2016)
- 2016: Lída Baarová (2016)
- 2016: A hókirálynő (2016)
- 2017: Zwischen den Jahren (2017)
- Mária Terézia (televíziós sorozat), 2017)
- Murer – Anatomie eines Prozesses (2018)
- The Dark (2018)
- Trautmann (2018)
- Wie ich lernte, bei mir selbst Kind zu sein (2019)
- Ein verborgenes Leben (A Hidden Life) (2019)
- Nobadi (2019)
- Ellenállás (2020)

## Rendezőként és forgatókönyvíróként
- Atmen (Lélegzés) (2011)
- Superwelt (2015)
- Nobadi (2019)
- Landkrimi – Das letzte Problem (2019)